# Torre de Cali
La Torre de Cali es un rascacielos de 45 pisos, siendo el más alto de la ciudad de Santiago de Cali. Se encuentra en el centro adquisitivo del área metropolitana, en uno de los centros financieros de la ciudad, en el norte de Cali. Su construcción inició en 1978 y finalizó en 1984 y tiene una altura de 186 m, (211 m incluida la antena). Alberga oficinas de diversos bancos y corporaciones financieras y un hotel 5 estrellas. Es el edificio más alto de Cali y el séptimo de Colombia.
La Torre de Cali tiene unas de las mejores vistas de la ciudad, gracias a su ubicación estratégica y su gran altura, por lo que en la cúspide de la torre hay un bar que a su vez es un mirador desde el que se puede apreciar toda la ciudad de Cali.
La torre de Cali es centro de una gran variedad masiva de eventos nacionales, y en su hotel 5 estrellas compuesto por gran parte de 11 pisos los cuales están distribuidos desde el piso 1 (en donde está el "lobby") para pasar desde el piso 11 hasta el 20, este ha llegado a hospedar más de 500 personas en sus lujosas y confortables habitaciones, sin mencionar aún los salones que constantemente están en uso por eventos, también las áreas sociales del hotel, como piscina, canchas de diversos deportes, son muy habituales para el usuario del hotel Torre de Cali.

## Características
Está compuesta por un gran serie de tamaños en área, que inician superando los 3.655 m² tamaño que se modifica después del tercer piso y pasa tener un tamaño de 1550 m², luego en sus tres pisos finales "43, 44, 45 y azotea" con un tamaño de 815 m²  y finaliza con un conjunto sofisticado de antenas. La altura de la torre es de 186 m.
Se encuentra en el norte de la ciudad de Cali, a orillas del Río Cali, sobre la Avenida de Las Américas 18N-26, Barrio Versalles, Cali, 3151, Colombia. Costó 225,000,000 de dólares y fue diseñado por Jaime Vélez con la colaboración de Julián Echeverri. La construcción de esta enorme torre se llevó a cabo desde 1978 hasta 1984. Más de 20 hombres murieron a causa de la caída de un andamio que se encontraba a 154 metros del suelo en donde se encontraban construyendo el piso 37.
La noche del 5 de mayo de 2001 explotó un carro bomba que dejó alrededor de 36 heridos, atentado que se atribuyó el Ejército de Liberación Nacional (ELN).